# Yasuko Sakata
Pour les articles homonymes, voir Sakata.
Yasuko Sakata (坂田 靖子)  est une mangaka japonaise née le 25 février 1953 à Takatsuki, dans la préfecture d'Osaka, au Japon. Elle fait partie du groupe post-l'an 24.

## Œuvre
- Saikon Kyousou Kyoku (再婚狂騒曲)
- Jikan wo Warerani
- Yami Gatsuoo (闇月王)
- Basil Shi no Yuuga na Seikatsu (バジル氏の優雅な生活)
- maagaretto togo shujin no sokonuke chindouchuu (マーガレットとご主人の底抜け珍道中)
- chuu-kun to hai chan (チューくんとハイちゃん)

## Sources
- (en) Cet article est partiellement ou en totalité issu de l’article de Wikipédia en anglais intitulé « Yasuko Sakata » (voir la liste des auteurs).